# Encyclia advena
Encyclia advena là một loài thực vật có hoa trong họ Lan. Loài này được (Rchb.f.) Porto & Brade mô tả khoa học đầu tiên năm 1935.